# 邦特兰
邦特蘭（Buntland；），全称索馬里邦特蘭州，位於索馬利亞東北部的自治地方，是索马里的一个联邦成员州。“邦特兰”这个名字源于古埃及文献中提到的“邦特之地”，但这片传说中的土地的确切位置至今仍是个谜。许多研究表明，“邦特之地”位于今索马里境内。 而另一些研究则认为它位于其他地方。 

## 历史
當地的达鲁德氏族於1998年7月發表自治宣言，並于同年8月1日在努加爾州的加罗韦建立了自治政府，而邦特蘭則是對該政府統管轄區域的稱呼。实际控制面积21万多平方公里，占索马里总面积近三分之一。

邦特蘭在索馬里聯邦中的位置，與西部的索馬利蘭存在領土爭議

邦特蘭為索馬利亞繼索馬里蘭以來，第二起实际分裂的案例。但與索馬里蘭不同的是，邦特兰表達了願意經由聯邦制重新和索馬利亞統合的立場。此外邦特兰和索馬里蘭有接壤，因此有領土方面的紛爭。
現任政府主席赛义德·阿卜杜拉希·德尼。首任政府主席阿卜杜拉希·优素福·艾哈迈德在2004年10月14日成為索馬利亞過渡全國議會的領袖，同月中辭去邦特蘭政府主席的職務。此過渡全國議會尚包含西南索马里的領導人，和索馬里蘭以外的全部勢力，所以是否能夠重新樹立起一個有效的中央政府，引起國際的關注。此后，过渡联邦政府成为索马里的国际公认政府。
2024年3月31日，索马里宪法修改后，邦特兰政府表示不再承认索马里联邦政府的权威，也不再参与索马里联邦机构。此外，还表示邦特兰将“作为一个独立于索马里的国家运作，直到建立一个根据全民公投（需有邦特兰参与）制定的宪法产生的联邦政府为止”。

## 政府
邦特兰的立法机关是邦特兰众议院。邦特兰实行议会制，总统和副总统由邦特兰一院制议会选举产生。
邦特兰安全部队（縮寫PSF）是索马里邦特兰自治州的安全部队。前身于1998年由邦特兰政府成立。各部队建制成立于2002年，旨在打击该地区的恐怖主义，独立于索马里联邦政府和邦特兰政府。PSF 的主要职责包括进行犯罪现场分析、捕获和消灭高级目标以及侦察。自1998年建国以来，邦特兰安全部队一直在邦特兰和索马里各地开展行动。指挥官和高级官员由部长会议批准的合格小组任命。邦特兰安全机构拥有独立的军事司法机构，在和平时期只审理军事诉讼。宪法还保证部队退休成员的养老金。
2015年1月，邦特兰总统阿卜杜勒韦利·穆罕默德·阿里与欧盟民事行动指挥官肯尼斯·迪恩签署了一项双边协议，该协议规定将在加罗韦建立一个新的基地。欧盟非洲之角和西印度洋海事能力建设特派团（EUCAP Nestor）的任务是协助后者国家加强其海上防御能力。因此，新基地旨在推进合作，为邦特兰部队提供海上安全和反恐方面的培训，特别是针对地面行动，并制定和巩固现有的海上安全文书和立法。

## 行政区划
根据2001年《邦特兰地区政府过渡宪法》第3条规定，邦特兰由以下声称拥有主权的州组成：
| 邦特兰       | 州         | 首府 | 区 |
| ------------ | ---------- | ---- | -- |
|              |            |      |    |
| 艾因州       | 布霍德莱   | 3    |    |
| 巴里州       | 博萨索     | 5    |    |
| 卡尔卡尔州   | 加尔多     | 5    |    |
| 拉斯阿塞尔州 | 阿卢拉     | 5    |    |
| 海兰州       | 达达尔     | 3    |    |
| 穆杜格州     | 加勒卡約   | 2,5  |    |
| 努加爾州     | 加罗韦     | 5    |    |
| 萨纳格州     | 巴丹       | 4    |    |
| 索勒州       | 拉斯阿諾德 | 7    |    |

### 领土争端

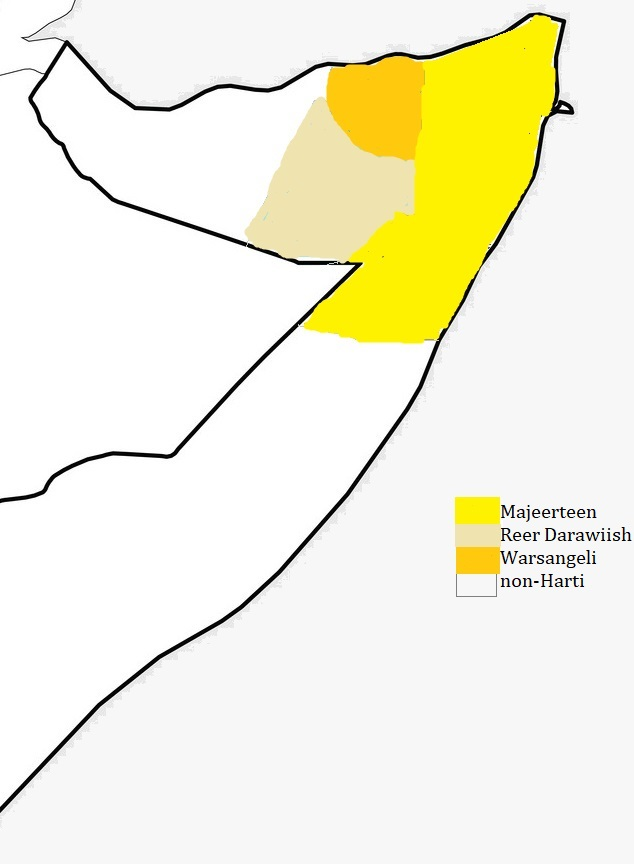
与索马里兰有争议的领土:
与卡图莫自治政府结盟的部族
与邦特兰自治政府结盟的部族
索马里邦特兰国本土

邦特兰与单方面宣布独立的索马里兰对苏勒和萨纳格以及托格希尔部分地区存在领土争议。双方各自控制了部分地区。该地另有卡图莫自治政府存在。